# San Felipe Teotlalcingo (kommun i Mexiko)
San Felipe Teotlalcingo är en kommun i Mexiko.   Den ligger i delstaten Puebla, i den sydöstra delen av landet, 70 km öster om huvudstaden Mexico City.
Följande samhällen finns i San Felipe Teotlalcingo:
- Teotlaltzingo